# NGC 6688
NGC 6688 est une vaste (?) galaxie lenticulaire située dans la constellation de la Lyre. Sa vitesse par rapport au fond diffus cosmologique est de 5 350 ± 17 km/s, ce qui correspond à une distance de Hubble de 78,9 ± 5,5 Mpc (∼257 millions d'al). NGC 6688 a été découverte par l'astronome allemand Albert Marth en 1887.
À ce jour, une mesure non basée sur le décalage vers le rouge (redshift) donne une distance d'environ 89,300 Mpc (∼291 millions d'al). Cette valeur est à l'extérieur des valeurs de la distance de Hubble. Notons que c'est avec la valeur moyenne des mesures indépendantes, lorsqu'elles existent, que la base de données NASA/IPAC calcule le diamètre d'une galaxie et qu'en conséquence le diamètre de NGC 6688 pourrait être d'environ 41,8 kpc (∼136 000 al) si on utilisait la distance de Hubble pour le calculer.